# Leslie Greengard
Leslie F. Greengard (* 1958 in London) ist ein US-amerikanischer Mathematiker, der sich mit numerischer Mathematik beschäftigt.

## Leben und Wirken
Leslie Greengard ist der Sohn des Nobelpreisträgers Paul Greengard, wuchs in New York, Boston und New Haven auf und studierte an der Wesleyan University (Bachelor in Mathematik 1979) und der Yale University, wo er 1987 seinen Abschluss als Arzt (M.D.) machte und im selben Jahr bei Vladimir Rokhlin in Informatik promoviert wurde (The rapid evaluation of potential fields in particle systems). 1987 bis 1989 war er National Science Research Fellow in Yale. Seit 1989 ist er am Courant Institute of Mathematical Sciences of New York University, wo er zurzeit Professor ist und wo er Direktor war.
Greengard hat zusammen mit Vladimir Rokhlin die 1987 „Fast Multipole Method“ erfunden, die eine erhebliche Beschleunigung der numerischen Lösung der Laplace-Gleichung ermöglichte, mit Anwendungen insbesondere in Problemen der Elektrodynamik und Gravitation (Astrophysik) im Problem vieler wechselwirkender Teilchen. Er arbeitet auch an weiteren schnellen Algorithmen z. B. in der Diffusion (Fast Gauss Transform).
2001 erhielt er mit Rokhlin den Leroy P. Steele Prize. Er ist Mitglied der National Academy of Sciences und der U.S. National Academy of Engineering. Neben dem Presidential Young Investigator Award der National Science Foundation war er auch Packard Foundation Fellow. 2011 verlieh ihm die Yale University die Wilbur Cross Medal. 2016 wurde er zum Mitglied der American Academy of Arts and Sciences gewählt.
1998 war er Invited Speaker auf dem Internationalen Mathematikerkongress in Berlin (A new version of the fast Gauss transform, mit Xiaobai Sun). Für 2014 wurde ihm die Auszeichnung der John von Neumann Lecture zugesprochen.

## Schriften
- mit Vladimir Rokhlin A fast algorithm for particle simulations, Journal computational physics, Bd. 73, 1987, S. 325 (Schnelle Multipol Methode)